# 利斯尼亞基 (斯米丁市鎮)
51°21′7″N 24°24′55″E / 51.35194°N 24.41528°E
利斯尼亞基（羅馬化：Lisniaky）是烏克蘭的村落，位於該國西部沃倫州，由科韋利區斯米丁市鎮負責管轄，始建於1508年，面積1.18平方公里，海拔高度174米，2001年人口272。